# Сен-Кристоф-а-Берри
Сен-Кристо́ф-а-Берри́ (фр. Saint-Christophe-à-Berry) — коммуна во Франции, находится в регионе Пикардия. Департамент коммуны — Эна. Входит в состав кантона Вик-сюр-Эн. Округ коммуны — Суассон.
Код INSEE коммуны — 02673.

## Население
Население коммуны на 2010 год составляло 426 человек.
| 1962 | 1968 | 1975 | 1982 | 1990 | 1999 | 2010 |
| ---- | ---- | ---- | ---- | ---- | ---- | ---- |
| 354  | 350  | 349  | 335  | 340  | 347  | 426  |

## Экономика
В 2010 году среди 265 человек трудоспособного возраста (15—64 лет) 191 были экономически активными, 74 — неактивными (показатель активности — 72,1 %, в 1999 году было 65,5 %). Из 191 активных жителей работали 168 человек (104 мужчины и 64 женщины), безработных было 23 (11 мужчин и 12 женщин). Среди 74 неактивных 18 человек были учениками или студентами, 20 — пенсионерами, 36 были неактивными по другим причинам.